# 은돔베 무벨레
피르민 은돔베 무벨레(프랑스어: Firmin Ndombe Mubele, 1994년 4월 17일 ~ )는 콩고 민주 공화국 축구 국가대표팀에서 활약하고 있는 콩고 민주 공화국의 프로 축구 선수이다. 그는 미드필더로 활약하면서 공격수의 역할도 수행할 수 있다.

## 구단 경력
2013년 3월, 무벨레는 카이저 치프스 FC와의 2014년 CAF 챔피언스리그 경기에서 비타 클뢰브 소속으로 해트트릭을 기록했다.
2015년 7월, 그는 카타르의 알아흘리에 입단했다.
2017년 1월 30일, 그는 리그 1의 스타드 렌 FC로 이적했다.
2019년 7월 2일, FC 아스타나는 툴루즈에서 무벨레와 1년 임대 계약을 맺었다고 발표했다.

## 국가대표팀 경력
무벨레는 20세 이하 그룹인 2013 툴롱 토너먼트에 소집되었다.
무벨레는 2013년 콩고 민주 공화국에서 국제 무대에 데뷔했다. 무벨레는 2014년 FIFA 월드컵 본선 진출을 위한 콩고 민주 공화국의 성공적이지 못한 캠페인에 참여했으며 리비아 및 카메룬과의 경기에 출전했다.
그는 2014년 아프리카 네이션스 챔피언십 선수단에 이름을 올렸고 4경기에 출전했다.